# Célestin Tawamba
Célestin Kamanou Tawamba est un chef d'entreprise camerounais diplômé de HEC et président du Groupement Interpatronal camerounais, GICAM. 

## Biographie

### Enfance, éducation et débuts
Il est diplômé en finances de HEC et de l'Université Paris Dauphine. 

### Carrière
Célestin Tawamba commence sa carrière chez Ernst & Young au début des années 1990. Il rejoint ensuite le forestier libanais Hazim comme directeur financier. 
Il devient entrepreneur en 2002 en créant La Pasta, une société de production de farine et de pâtes alimentaires. La croissance est rapide et la production de l'entreprise passe de 25 tonnes à 250 tonnes en sept ans.  
En 2005, il rachète la filiale locale de Panzani, leader historique des pâtes alimentaires au Cameroun. 
Il dirige le conglomérat Cadyst Invest qui investit dans divers secteurs tels l'agroalimentaire ou la pharmacie. 
En 2009, il est le premier homme d'affaires d'Afrique centrale à fabriquer des médicaments génériques grâce à un investissement de 12 millions d'euros empruntés à trois banques camerounaises à travers l'entreprise Cinpharm, implantée à Douala. Il acquiert 75% du capital de la Société industrielle de produits pharmaceutiques (SIPP)  à des Belges.
Célestin Tawamba est le président du GICAM, à partir de fin 2017, en remplacement d'André Fotso. Il dirige en parallèle le syndicat des patrons d'Afrique centrale.
Il est consul honoraire de la république du Rwanda avec siège à Yaoundé.
Réélu en 2020 à la tête du GICAM, Célestin Tawamba doit arriver au bout de son mandat en décembre 2023, sans possibilité de réélection selon les statuts de l'organisation patronale camerounaise.
Fin 2023, il réussit le pari de faire fusionner le GICAM avec les Entreprises du Cameroun (ECAM) qui deviennent ainsi le GECAM (Groupement des Entreprises du Cameroun). À la suite de cette fusion, il a de nouveau le droit de briguer un nouveau mandat et de se positionne comme candidat après avoir longtemps semé le doute vis-à-vis de ses soutiens et adversaires. 